# Alimbieg Biestajew
Alimbieg Borisowicz Biestajew (oset. Бестауты Борисы фырт Алимбег; ros. Алимбег Борисович Бестаев; ur. 15 sierpnia 1936 w Cchinwali, zm. 15 sierpnia 1988 w Moskwie) – radziecki zapaśnik, osetyjskiego pochodzenia, walczący w stylu wolnym. Brązowy medalista olimpijski z Melbourne 1956, w kategorii do 67 kg.
Mistrz świata w 1957 roku.
Pierwszy w Pucharze Świata w 1956. Mistrz ZSRR w 1955; drugi w 1956 i 1962. Trener.